# Розенбаум, Гельмут
Гельмут Розенбаум (нем. Helmut Rosenbaum; 11 мая 1913, Дёбельн, близ Лейпцига — 10 мая 1944, близ Констанцы, Румыния) — немецкий офицер-подводник, капитан 3-го ранга (3 августа 1944 года, посмертно).

## Биография
4 ноября 1932 года поступил на флот кадетом. 1 января 1936 года произведен в лейтенанты. Служил на легких крейсерах «Кёнигсберг» и «Нюрнберг». В феврале 1937 года переведен в подводный флот.

## Вторая мировая война
Некоторое время служил вахтенным офицером, а 17 марта 1939 года был назначен командиром подлодки U-2, на которой совершил 2 похода (проведя в море в общей сложности 27 суток).
С 30 сентября 1940 года — командир подлодки U-73 (Тип VII). Руководил её действиями в 8 походах (239 суток в море). Первые 5 походов совершил в Северную Атлантику, а в январе 1942 года был переведен на Средиземное море.
11 августа 1942 года Розенбаум потопил британский авианосец «Игл» и на следующий день был награждён Рыцарским крестом Железного креста.
10 сентября 1942 года Розенбаум оставил командование подлодкой и в октябре возглавил только что сформированную в Констанце (Румыния) 30-ю флотилию подводных лодок. Погиб в авиационной катастрофе.
Всего за время военных действий Розенбаум потопил 9 кораблей и судов общим водоизмещением 57 863 брт.